# Christuskirche (Dresden-Strehlen)

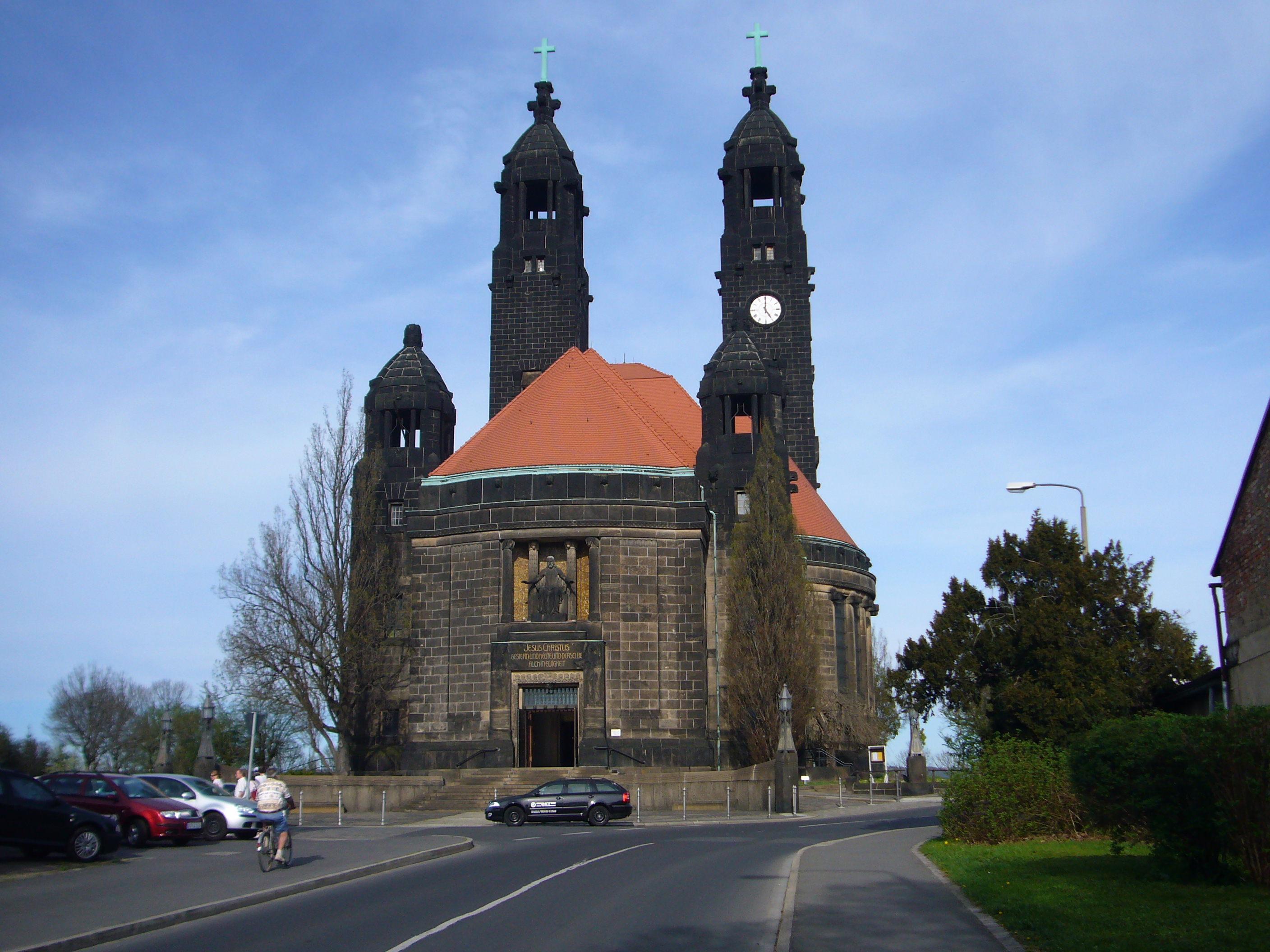
Christuskirche von Westen

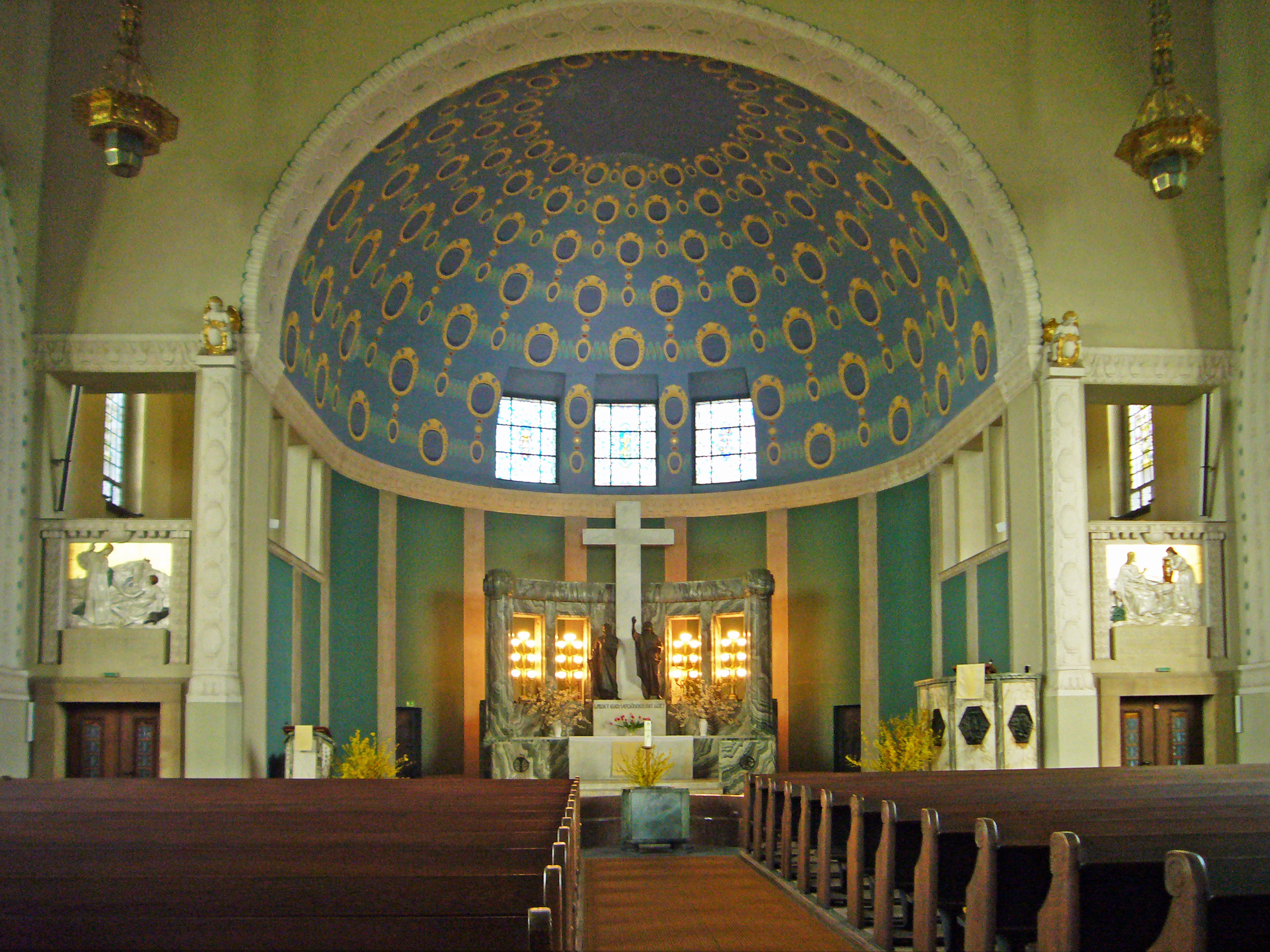
Blick zum Altarraum

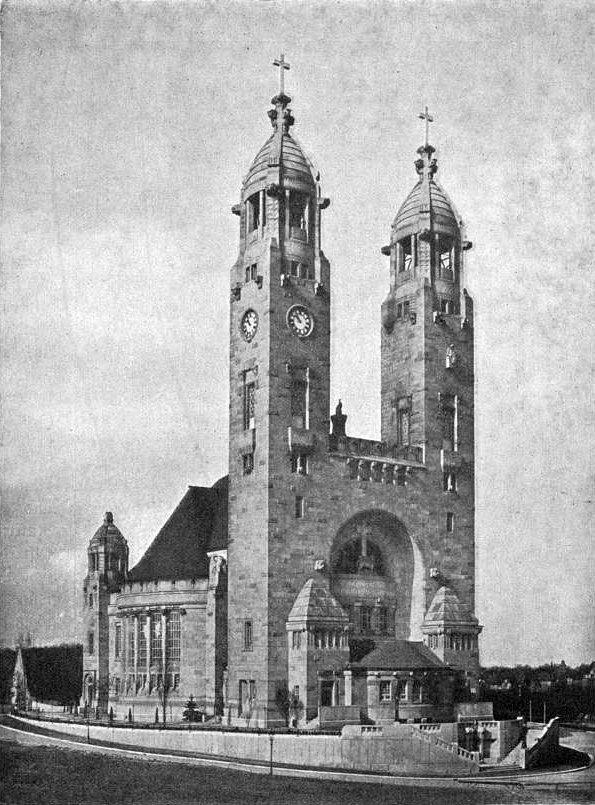
Die Kirche um 1900

Altarbereich der Christuskirche

Die evangelische Christuskirche befindet sich im Dresdner Stadtteil Strehlen.

## Bau
Die Christuskirche ist eine Saalkirche im Stil der Reformarchitektur. Sie verfügt über 1200 Plätze und gilt als die erste moderne Kirche Deutschlands nach der Stildominanz des Historismus. Sie steht auf einer Anhöhe und ist im Stadtbild Dresdens leicht an den zwei 66 m hohen Türmen auszumachen. Heute ist sie die letzte noch erhaltene Kirche Dresdens mit Doppeltürmen, nachdem die Katholische Pfarrkirche Dresden-Neustadt im Zweiten Weltkrieg zerstört und die im Krieg beschädigte Sophienkirche abgerissen worden war. Der Sandsteinbau hat sich – wie viele Gebäude aus diesem Material – im Laufe der Jahre fast schwarz verfärbt.

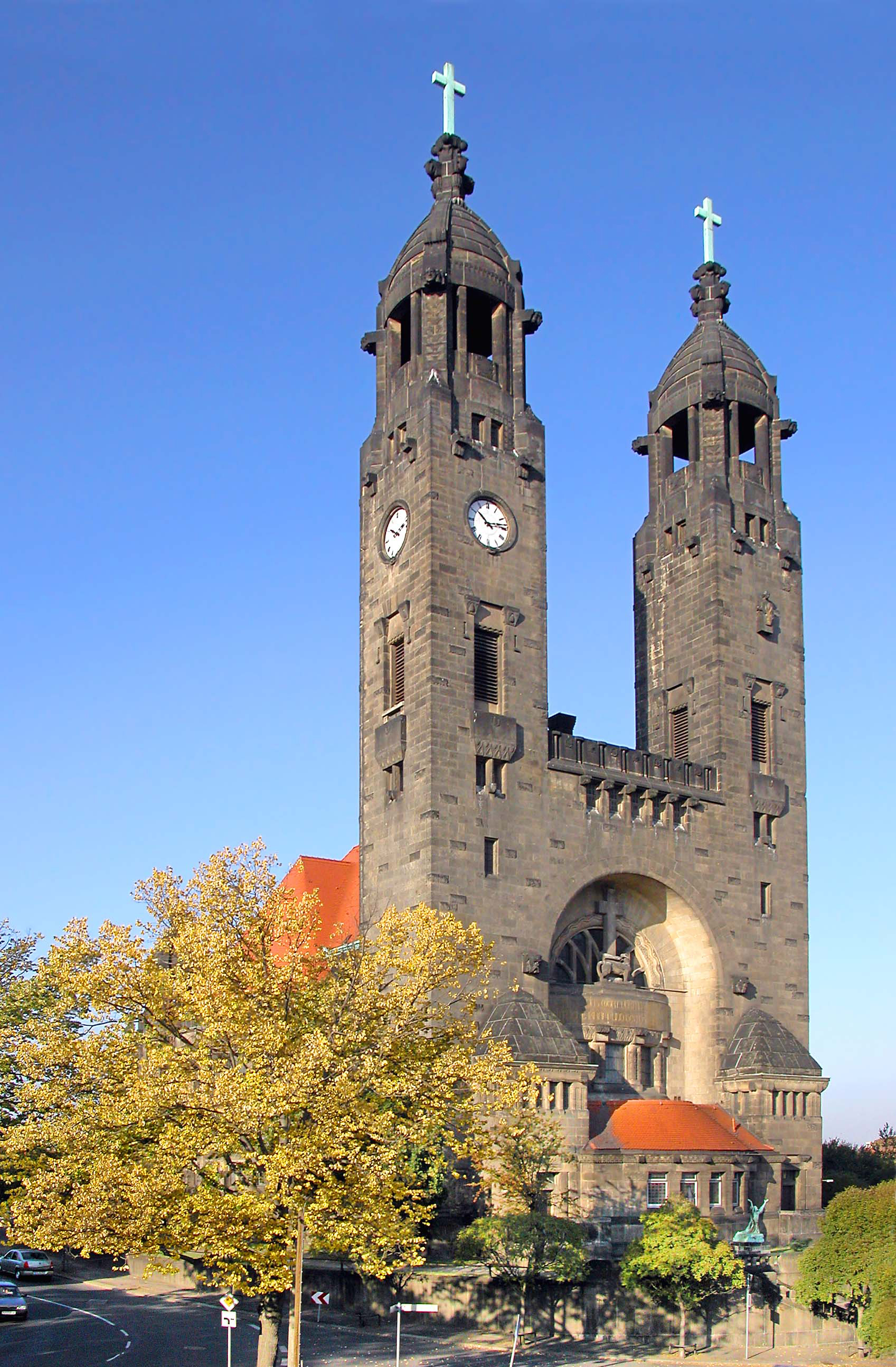
Christuskirche von Südosten

Errichtet wurde die Christuskirche in den Jahren 1902 bis 1905 vom Architekturbüro Schilling & Graebner. Die skulpturalen Dekorationen stammen von Karl Groß, die Portalgestaltung von Peter Pöppelmann. Die dekorative Ausmalung stammte ursprünglich von Otto Gussmann und das Geläut aus der Glockengießerei Schilling aus Apolda.
Die Kirche wurde beim Bombenangriff im Februar 1945 beschädigt. 1949 bis 1951 wurde sie unter Wolfgang Rauda wiederhergestellt und konnte anschließend von der Kirchengemeinde genutzt werden. Wegen fehlender Finanzmittel waren die Dekorationen an Wänden und Decken weitgehend beseitigt. Auch in der Folgezeit kam es wegen mangelnder staatlicher Unterstützung zu Feuchteschäden. In den Jahren 1973 bis 1980 erfolgte eine Restaurierung. Das Innere ist nach Entwürfen von Helmar Helas annähernd dem ursprünglichen Stil gemäß wiederhergestellt worden.
Über das Hauptportal der Kirche gelangt man in eine Vorhalle, die auch Brauthalle genannt wird. Die Kuppel hat eine Spannweite von 18 m und keine Seitenemporen. Eine Chornische nimmt den kolonnadenförmigen Altar aus euböischem Cipollino, einem Marmor, auf, auf dem ein weißes Marmorkreuz errichtet ist. Es wird flankiert von den von August Hudler geschaffenen Skulpturen der Heiligen Paulus und Johannes.
In den Jahren 1935 bis 1937 wurde südlich der Kirche ein Gemeindehaus im Stil der Heimatschutzarchitektur errichtet.
1973 bis 1980 wurde die Kirche restauriert und 1980 unter Denkmalschutz gestellt.
Im Oktober 2017 wurde an der Kirche anlässlich des 500. Jahrestags der Reformation ein Gedenkstein gesetzt und eine Luthereiche gepflanzt, die damit zu den Gedenkbäumen in Dresden gehört.

## Orgel

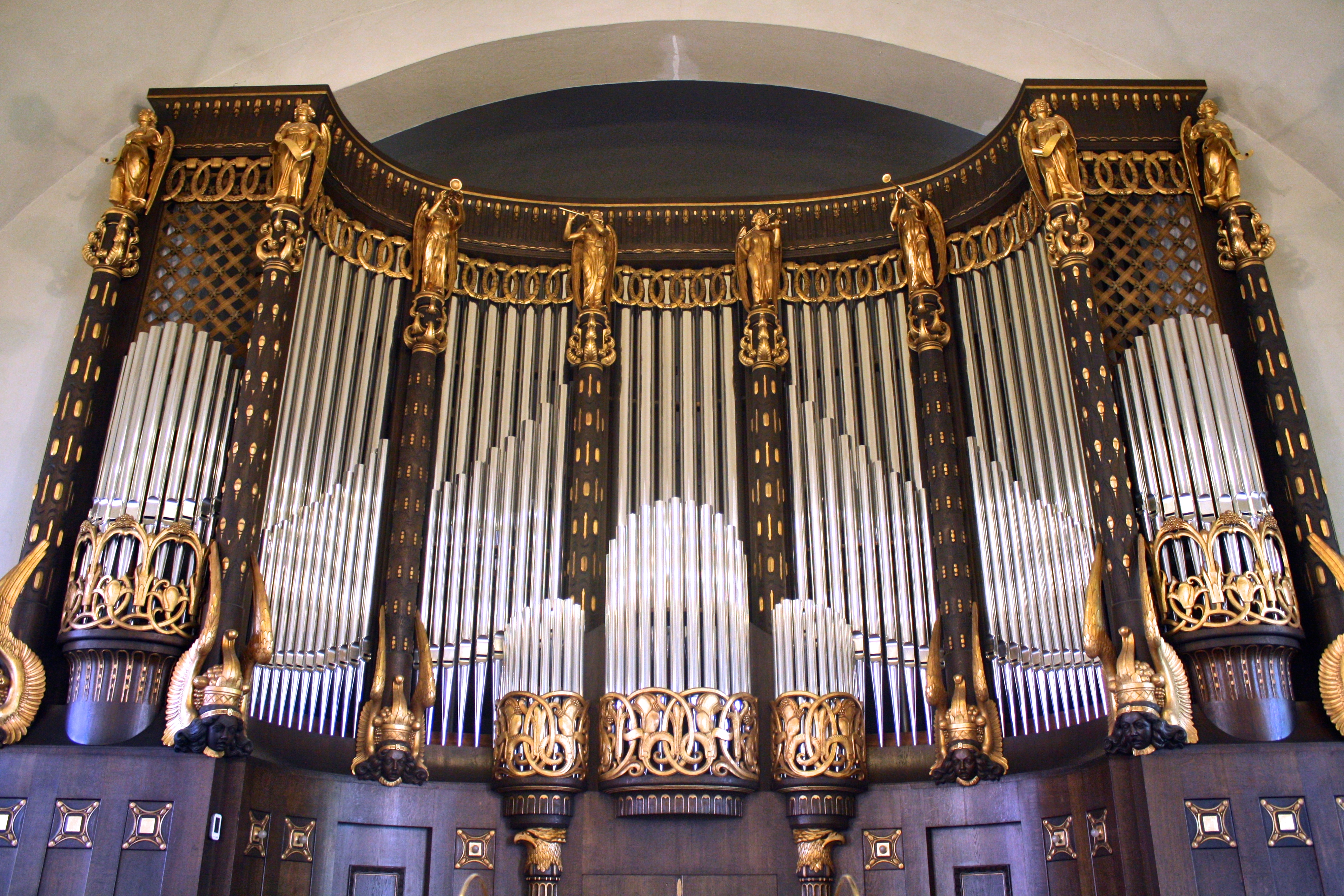
Jehmlich-Orgel

Gegenüber dem Altar befindet sich die Westempore, die die von den Gebrüdern Jehmlich im Jahr 1905 als Opus 224 gebaute Orgel beherbergt. Auch diese wurde im Krieg beschädigt. Nach notdürftigen Reparaturen unmittelbar nach dem Krieg wurde diese zwischenzeitlich teilweise ergänzt. Durch Johannes Schubert folgte in den Jahren 1984 bis 1988 eine Erneuerung der Orgel im Sinne einer Kompromissorgel, die neobarocke, französische und spätromantische Elemente zu vereinen suchte. Dennoch blieben 60 % des originalen Pfeifenwerks erhalten. In den Jahren 2013 bis 2015 wurde die Orgel von der Erbauerfirma unter Leitung von Ralf Jehmlich konsequent auf den ursprünglichen Zustand rekonstruiert. Klanglich ist das Instrument von der deutschen Romantik geprägt. Die zahlreichen Register in Äquallage und Spielhilfen ermöglichen ein stufenloses Registercrescendo mit charakteristischen Einzelstimmen und einem transparenten Gesamtklang. 62 Register (einschließlich sieben Hochdruckregister) sind auf drei Manuale und Pedal verteilt und werden durch pneumatische Kegelladen angespielt. Die Orgel verfügt heute über 4140 Pfeifen und ist damit die drittgrößte Orgel in Dresden.
| I Hauptwerk C–a3 |                       |       |
| 1.               | Principal             | 16′   |
| 2.               | Gedeckt               | 16′   |
| 3.               | Principal             | 8′    |
| 4.               | Hohlflöte             | 8′    |
| 5.               | Bordun                | 8′    |
| 6.               | Fugara                | 8′    |
| 7.               | Salicional            | 8′    |
| 8.               | Gemshorn              | 8′    |
| 9.               | Octave                | 4′    |
| 10.              | Rohrflöte             | 4′    |
| 11.              | Fugara                | 4′    |
| 12.              | Rauschquinte II       | 2 ⁄3′ |
| 13.              | Cornett III–V         | 2 ⁄3′ |
| 14.              | Mixtur III–V          | 2′    |
| 15.              | Tuba (HD)             | 8′    |
| 16.              | Trompete              | 8′    |
| 17.              | Tuba (HD, aus Nr. 15) | 4′    |

| II Brustwerk C–a3 |                                |     |
| 18.               | Bordun                         | 16′ |
| 19.               | Principal                      | 8′  |
| 20.               | Stentor-Flöte (HD)             | 8′  |
| 21.               | Konzertflöte                   | 8′  |
| 22.               | Zartflöte                      | 8′  |
|                   | Tremulant für Nr. 22           |     |
| 23.               | Gedeckt                        | 8′  |
| 24.               | Gambe                          | 8′  |
| 25.               | Dolce                          | 8′  |
| 26.               | Quintatön                      | 8′  |
| 27.               | Octave                         | 4′  |
| 28.               | Stentor-Flöte (HD, aus Nr. 20) | 4′  |
| 29.               | Flöte                          | 4′  |
| 30.               | Salicet                        | 4′  |
| 31.               | Piccolo                        | 2′  |
| 32.               | Mixtur III–IV                  | 2′  |
| 33.               | Clarinette                     | 8′  |

| III Schwellwerk C–a3 |                                     |     |
| 34.                  | Gedeckt                             | 16′ |
| 35.                  | Seraphon-Principal (HD)             | 8′  |
| 36.                  | Geigenprincipal                     | 8′  |
| 37.                  | Traversflöte                        | 8′  |
| 38.                  | Rohrflöte                           | 8′  |
| 39.                  | Seraphon-Violine (HD)               | 8′  |
| 40.                  | Violine                             | 8′  |
| 41.                  | Viola d’amour                       | 8′  |
|                      | Tremulant für Nr. 41                |     |
| 42.                  | Vox coelestis (ab c0)               | 8′  |
| 43.                  | Seraphon-Principal (HD, aus Nr. 35) | 4′  |
| 44.                  | Principal                           | 4′  |
| 45.                  | Seraphon-Violine (HD, aus Nr. 39)   | 4′  |
| 46.                  | Viola                               | 4′  |
| 47.                  | Gemshorn                            | 4′  |
| 48.                  | Quintatön                           | 4′  |
| 49.                  | Waldflöte                           | 2′  |
| 50.                  | Harmonia aetherea III               | 2′  |
| 51.                  | Oboe                                | 8′  |

| Pedal C–f1 |               |     |
| 52.        | Untersatz     | 32′ |
| 53.        | Principalbass | 16′ |
| 54.        | Subbass       | 16′ |
| 55.        | Violon        | 16′ |
| 56.        | Dolcebass     | 16′ |
| 57.        | Oktavbass     | 8′  |
| 58.        | Gedecktbass   | 8′  |
| 59.        | Violoncello   | 8′  |
| 60.        | Octavbass     | 4′  |
| 61.        | Posaune       | 16′ |
| 62.        | Trompetenbass | 8′  |

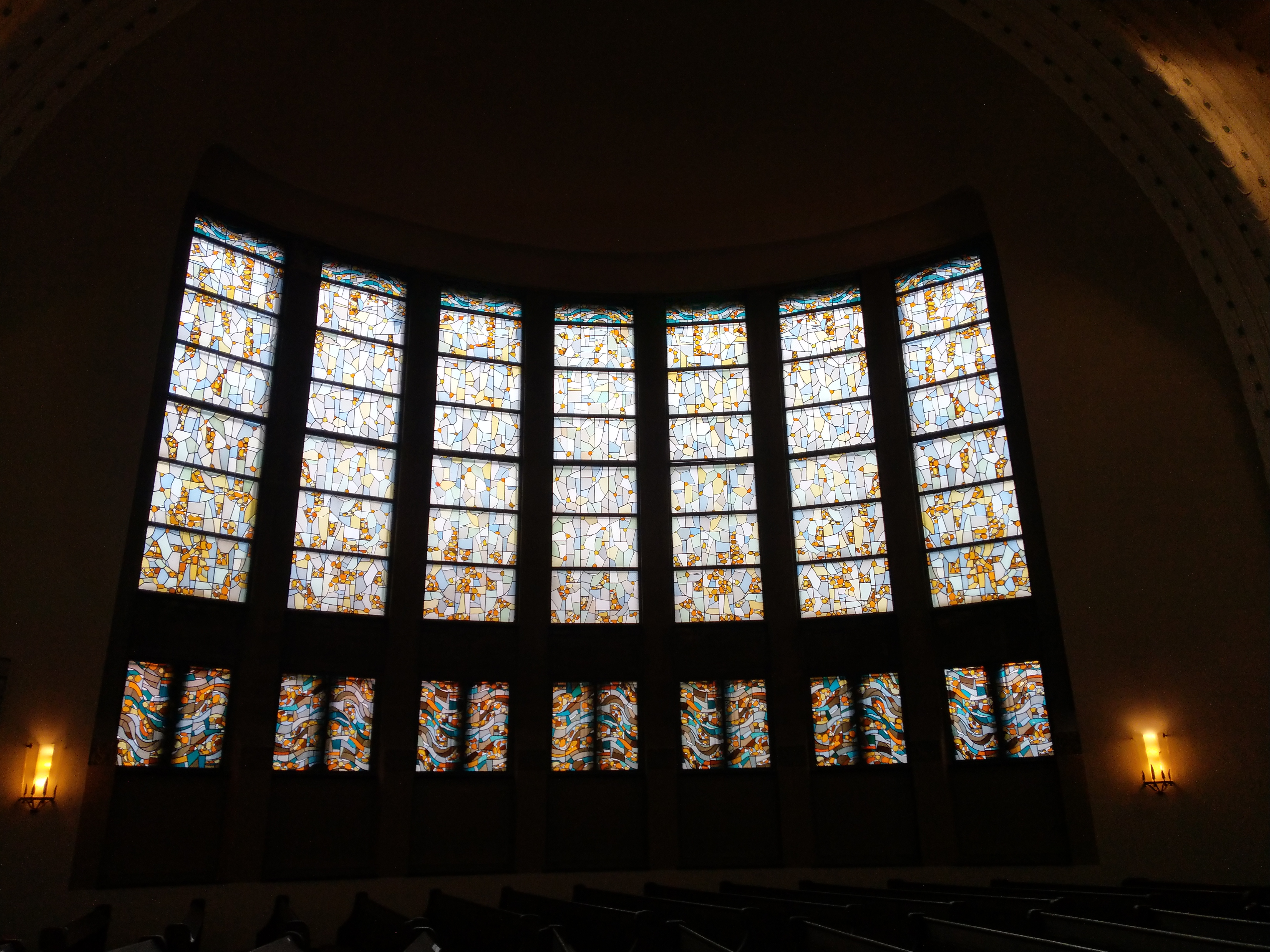
Buntgläser der Saalseite

- Buntgläser der SaalseiteKoppeln: II/I, III/I, III/II, I/P, II/P, III/P, Super I/I, Super III/II, Sub II/I, Sub III/II, Pedaloktavkoppel
- Spielhilfen: 4 freie Kombinationen, 26 feste Gruppen (ff, f, mf, p für das ganze Werk als Knöpfe und Tritte und für jedes Werk einzeln als Knöpfe (Pedal Tritte) Tutti, Hochdruck) Zungen ab, Crescendo an, freie Gruppen an, feste Gruppen an, Crescendowalze, Schwelltritt

## Geläut
Das Geläut besteht aus zwei Eisenhartgussglocken und einer Bronzeglocke. Der Glockenstuhl ist aus Stahlkonstruktion gefertigt.
Im Folgenden eine Datenübersicht des Geläutes:
| Nr. | Gussdatum | Gießer                                 | Material      | Durchmesser | Masse   | Schlagton |
| --- | --------- | -------------------------------------- | ------------- | ----------- | ------- | --------- |
| 1   | 1955      | Glockengießerei Schilling & Lattermann | Eisenhartguss | 1625 mm     | 1650 kg | dis′      |
| 2   | 1905      | Glockengießerei Schilling & F          | Bronze        | 1570 mm     | 740 kg  | fis′      |
| 3   | 1955      | Glockengießerei Schilling & Lattermann | Eisenhartguss | 1185 mm     | 650 kg  | gis′      |